# Ꚇ
Le double tché ou tché long (capitale Ꚇ, minuscule ꚇ) est une lettre additionnelle de l’alphabet cyrillique qui était utilisée dans l’écriture de l’abkhaze dans la réédition de 1887 de l’étude de l’abkhaze de Peter von Uslar. Elle est composée par un tché ‹ Ч › doublé.

## Utilisation
Le double tché est utilisé dans la réédition de 1887 de l’étude abkhaze de Peter von Uslar, Абхазскій языкъ, imprimée avec un alphabet différent de l’alphabet de 37 lettres de 1862 de Peter von Uslar. Von Uslar utilise initialement le Ҽ dans son manuscrit de 1862, mais M. Zavadskiy remplace ce caractère par Ꚇ dans l’édition de 1887. Le Ҽ sera adopté par la suite et est encore utilisé dans l’alphabet abkhaze,.

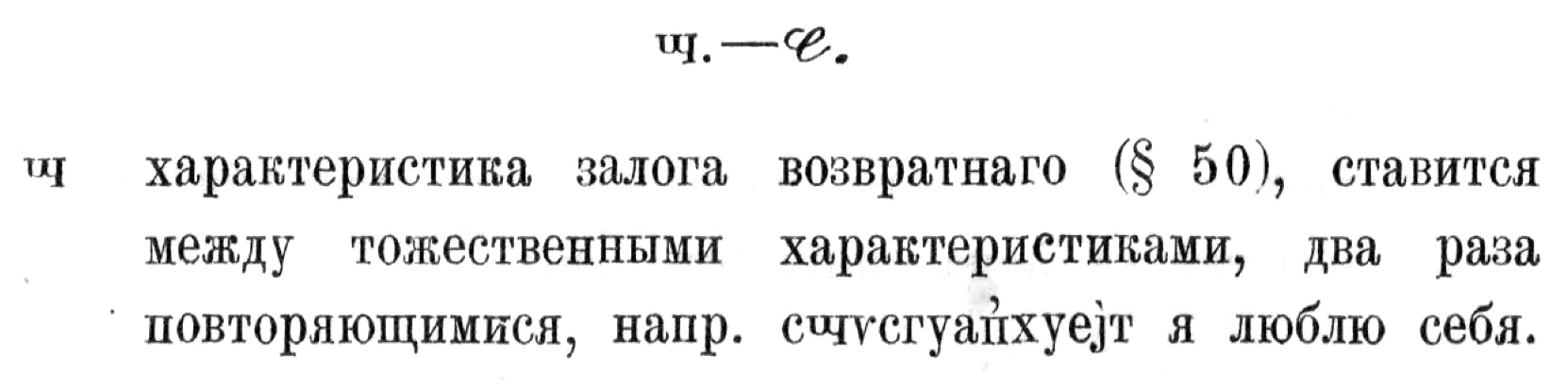
Le double tché et sa définition dans von Uslar 1887.

## Représentations informatiques
Le ttché peut être représenté avec les caractères Unicode suivants :
| formes    | représentations | chaînes de caractères | points de code | descriptions                            |
| --------- | --------------- | --------------------- | -------------- | --------------------------------------- |
| capitale  | Ꚇ               | Ꚇ                     | U+A686         | lettre majuscule cyrillique double tché |
| minuscule | ꚇ               | ꚇ                     | U+A687         | lettre minuscule cyrillique double tché |